# Werpschoen
Een werpschoen is een type sportschoen die wordt gebruikt in het kogelstoten, discuswerpen en hamerslingeren.

## Gebruik
Voor het kogelstoten, discuswerpen en kogelslingeren gebruikt men een schoen met een platte zool om gemakkelijker te draaien. Met loopschoenen werpen zullen de voeten minder goed draaien. Werpen zonder werpschoenen kan zelfs leiden tot blessures, bijvoorbeeld een knie die blokkeert of een enkelblessure.

## Soorten
Er is een verschil tussen kogelschoenen, discusschoenen en slingerschoenen:
- Kogelschoenen hebben een klein hieltje om het vertrek over de hiel te vergemakkelijken.
- Discusschoenen en slingerschoenen zijn meer afgerond aan de zijkant.